# Edison Mandarino
José Edson Mandarino, mais conhecido como Edson Mandarino, (Jaguarão, 26 de março de 1941) foi um tenista profissional brasileiro.
É considerado por diversos analistas esportivos, críticos de tênis e antigos tenistas como um dos dez maiores tenistas brasileiros da Era Aberta. Jogou na época de Thomaz Koch, com quem formou dupla, uma das três melhores parcerias de todos os tempos, e de Maria Esther Bueno. Defendeu a Equipe Brasileira de Copa Davis, obtendo aos melhores resultados já alcançados pelo Brasil.

## Trajetória esportiva

### Início
Na infância, Mandarino jogava com seu irmão Thomaz, mas seu pai Giacomo, ex-lutador de boxe, foi trabalhar na Embaixada de Buenos Aires, levando consigo a família, quando Mandarino tinha seis anos de idade. Na Argentina, Edison fez sua base, ganhando todos os torneios argentinos nas categorias menores.

### Profissionalismo
Mesmo sendo um tenista de pouca estatura, destro, ele iniciou uma longa carreira vitoriosa. Em 1961 defendeu o Brasil na Copa Davis contra o Egito, logo com três vitórias na estreia. Na Davis, Mandarino sempre representou bem o Brasil, assim em 1966 levou o país à final, mas a vitória não veio contra a Índia, com direito a uma vitória de Mandarino no confronto. Depois de duas semifinais, em 1969 e 1970, o Brasil volta a uma final de Copa Davis, na fase de grupos, porém perdeu para a Romênia de Ilie Nastase (3x2). Com campanhas mais discretas em outros anos, o último confronto de Mandarino na Davis foi em 1975, depois de uma derrota do Brasil em casa para o Peru.
Uma de suas mais expressivas vitórias foi em 1966, na etapa da da Copa Davis em Porto Alegre, quando suas curtinhas foram decisivas sobre Dennis Ralston dos Estados Unidos, no confronto que o Brasil venceu pela semifinal interzonal. Depois da partida, Mandarino disse:
"Me jogaram de roupa e tudo na piscina e lembro de ter visto meu pai nu no vestiário, embaixo do chuveiro, com as nádegas ensaguentadas, de tanto raspar no cimento."

### Recordes e fim de carreira
Edison Mandarino tem como melhor ranking da Associação de Tenistas Profissionais (ATP) em 1975, como 81° do mundo; entretanto, ele jogou boa parte da época onde o ranking da ATP não existia. Pela Copa Davis é lembrado pelos seus números: em 109 partidas venceu 68 e perdeu 41. Entre suas vitórias, há as sobre Manuel Santana, Ilie Nastase, John Newcombe, Roy Emerson , Arthur Ashe e Roscoe Tanner.
Ganhou o título de campeão brasileiro de 1967 a 1970, e trouxe a medalha de ouro nos Jogos Pan-americanos de 1967 em Winnipeg, no Canadá, ao lado de Thomaz Koch.
Em 1968, mudou-se para a Espanha depois de casar com Mari Carmen Hernandes Coronado, vivendo em Madri até hoje. Foi capitão da Equipe Espanhola de Copa Davis com Manuel Santana e, em 1992, ele operou o quadril; desde então não joga mais tênis.

## Jogos Pan-Americanos

### Duplas Masculinas: 1 medalha (1 ouro)
| Posição | Ano  | Local    | Parceiro    | Oponentes                      | Placar         |
| Ouro    | 1967 | Winnipeg | Thomaz Koch | Marcelo Lara Joaquín Loyo Mayo | 11–9, 6–2, 6–4 |